# Gavriil Abramovič Ilizarov
Gavriil Abramovič Ilizarov (in russo Гавриил Абрамович Илизаров?; Białowieża, 15 giugno 1921 – Kurgan, 24 luglio 1992) è stato un medico sovietico, divenuto celebre per la sua invenzione dell'apparato di Ilizarov per la distrazione osteogenetica e per le tecniche chirurgiche introdotte nello stesso campo. Fu nominato Eroe del Lavoro Socialista (1981), gli fu conferito il premio Lenin (1979) e fu membro dell'Accademia delle scienze dell'URSS (1991).

## Esperimenti sulle ossa

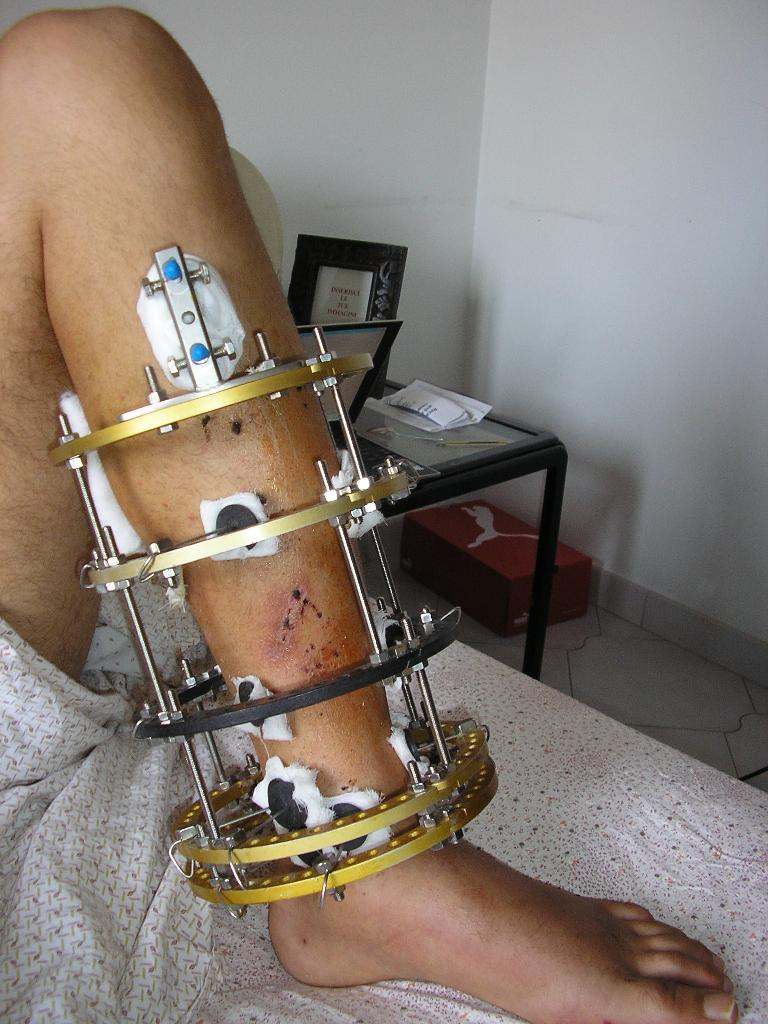
L'apparato di Ilizarov applicato a una gamba

Ilizarov scoprì che sezionando con attenzione un osso, incidendo solo la corticale ossea e salvaguardando il periostio, l'endostio ed il midollo, sarebbe stato possibile allontanare leggermente e progressivamente le due metà e, fissandole in una posizione stabile, l'osso sarebbe cresciuto allungandosi colmando così lo spazio tra le due metà dell'osso. Scoprì inoltre che l'osso ricresce in modo piuttosto uniforme in diverse circostanze e in diversi soggetti.
Questo esperimento portò alla creazione di quello che è conosciuto come apparato di Ilizarov. Fili d’acciaio incrociati attraversano l'osso, a monte e a valle della frattura, e sono collegati a un'impalcatura esterna. Questa struttura si comporta come un esoscheletro in grado di sostenere un carico, a differenza dell'osso fratturato. Col progredire della formazione dell'osso, le due metà di esso vengono leggermente allontanate, fino a raggiungere la lunghezza desiderata.

## Aiuto agli sportivi
Nel 1965 il campione olimpico di salto in alto di Tokyo 1964 Valerij Brumel' ebbe un incidente di moto e subì numerose operazioni la cui conseguenza fu un accorciamento dell'arto infortunato. Grazie all'aiuto del dottor Ilizarov Brumel' poté tornare a gareggiare sino ad elevarsi a 2,06 m (anche se il suo personale prima dell'incidente era 2,28 m).